# روز عصای سفید

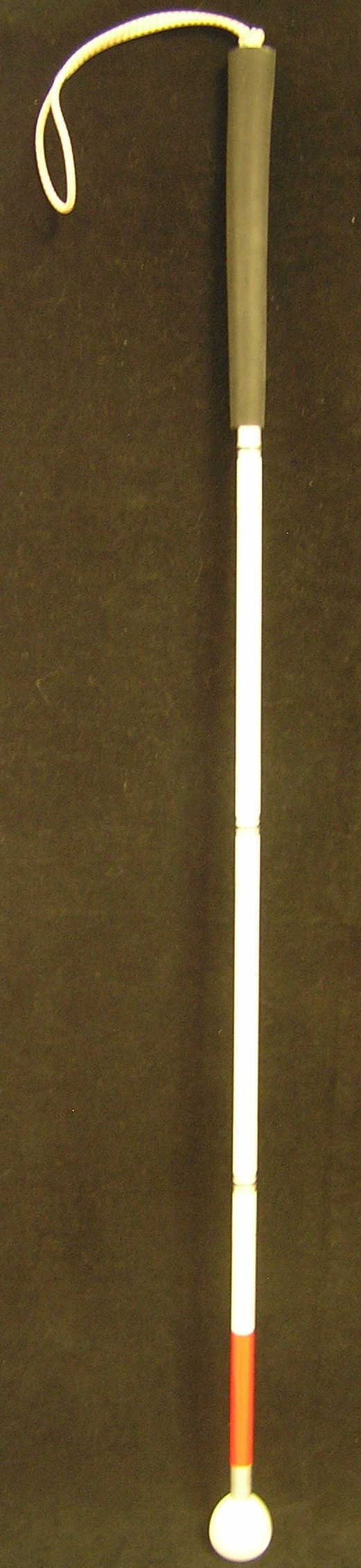
عصای سفید

روز عصای سفید (به انگلیسی: White Cane Safety Day) یک مراسم بزرگداشت ملی در ایالات متحده آمریکا است؛ که هر ساله در ۱۵ اکتبر مصادف با اغلب (23) مهر و در برخی سال‌ها (۲۴ مهر) از سال ۱۹۶۴ میلادی جشن گرفته می‌شود.
این روز برای پاسداشت و گرامیداشت دستاوردهای کسان نابینا که چه به گونهٔ مادرزادی نابینا زاده شده‌اند و چه با بروز رخدادهای ناگوار و بر سر حوادث نابینا شده‌اند جشن گرفته می‌شود.
در ایران روز بیست و  پنجم مهر را روز عصای سفید نامیده‌اند